# Live in the Navajo Nation
Live in the Navajo Nation es un DVD musical de la cantante canadiense Alanis Morissette, publicado el 27 de agosto de 2002. El DVD contiene las actuaciones de 9 de sus temas interpretados en Navajo Nation, en un viaje realizado por Alanis a ese lugar. Las canciones son interpretadas en formato acústico, la mayoría de ellas al aire libre. Es uno de los cuatro DVD de la serie Music in Hight Places, en donde distintos artistas viajan a distintos lugares alejados del planeta. Entre esos artistas se encuentran Deftones quienes viajaron a Hawái y  Collective Soul que viajaron a Marruecos.

## Lista de canciones
1. "Baba"
2. "That I Would Be Good"
3. "No Pressure over Cappuccino"
4. "UR"
5. "Heart of the House"
6. "Your House"
7. "I Was Hoping"
8. "Uninvited"
9. "Ironic"